# ویرلا رافالا
ویرلا رافالا (نام علمی: Virola rufula) نام یک گونه از فرمانرو گیاه است.